# Episodi de Il cucciolo Scooby-Doo (prima stagione)
La prima stagione de Il cucciolo Scooby-Doo è stata trasmessa negli Stati Uniti su ABC dal 10 settembre al 3 dicembre 1988. In Italia è stata trasmessa dal 5 settembre 1994.
| Episodio | Titolo originale                         | Titolo italiano                           | Trasmissione originale | Trasmissione italiana |
| -------- | ---------------------------------------- | ----------------------------------------- | ---------------------- | --------------------- |
| 1        | A Bicycle Built for Boo!                 | Una bicicletta costruita per Boo          | 10 settembre 1988      | 5 settembre 1994      |
| 2        | The Sludge Monster from the Earth's Core | Il mostro di fango dal centro della Terra | 17 settembre 1988      | 1994                  |
| 3        | The Schnook Who Took My Comic Book       | Il mostro che ha preso il mio fumetto     | 24 settembre 1988      | 1994                  |
| 4        | Wanted Cheddar Alive                     | Ricercato il mostro del formaggio         | 1 ottobre 1988         | 1994                  |
| 5        | For Letter or Worse                      | Per una lettera o peggio                  | 8 ottobre 1988         | 1994                  |
| 6        | The Babysitter from Beyond               | Una strana baby-sitter                    | 15 ottobre 1988        | 1994                  |
| 7        | Snow Place Like Home                     | Una tranquilla settimana bianca           | 22 ottobre 1988        | 1994                  |
| 8        | Now Museum, Now You Don't                | Furto al museo                            | 29 ottobre 1998        | 1994                  |
| 9        | Scooby Dude                              | Uno Scooby-Doo mistero                    | 5 novembre 1988        | 1994                  |
| 10       | Ghost Who's Coming to Dinner             | Fantasmi a cena                           | 12 novembre 1988       | 1994                  |
| 11       | The Story Stick                          | Un'area sacra                             | 19 novembre 1988       | 1994                  |
| 12       | Robopup                                  | Il cane robot                             | 26 novembre 1988       | 1994                  |
| 13       | Lights...Camera...Monster                | Il nostro beniamino                       | 3 dicembre 1988        | 1994                  |

## Una bicicletta costruita per Boo
Shaggy invita il suo cucciolo Scooby a ritirare la consegna dei giornali, ma Scooby ha un faccia a faccia con un mostro verde che ruba la bici di Shaggy; i due si rivolgono quindi all'Agenzia Investigativa Scooby-Doo. Fred inizia a sospettare del suo nemico Red Herring, iniziando a pedinarlo. Il bullo conduce i ragazzi a una palude dove Fred trova una bici, che però si scopre essere la sua. Velma poi trova una pista che li porta alla redazione del “Pettegolo”. Dopo aver fatto domande al direttore, Scooby fiuta dell’inchiostro da tipografia che lo fa starnutire, mettendo a soqquadro la stanza. Il direttore li caccia, quindi i ragazzi percorrono una nuova pista fino alla casa stregata dei Ferguson. Qui incontrano la medium Shirley, che li mette in guardia sui pericoli che li attendono. Quando se ne va, però, lei perde una macchina fotografica. I ragazzi continuano le indagini nella casa trovando un mucchio di soldi falsi, una macchina tipografica e la bici di Shaggy, rimasta senza catena.

## Il mostro di fango dal centro della Terra
Durante la cena, Scooby e Shaggy sentono al telegiornale la notizia che un mostro di fango venuto dal centro della terra ha rapinato la banca di Coolsville. Prima di andare a dormire, Scooby si trova faccia a faccia con il mostro, incoraggiando il duo a chiedere aiuto all’Agenzia Investigativa Scooby-Doo. La gang è scettica, tranne per Fred che accorre ad interrogare il suo solito sospettato, il bullo Red Herring, il quale ha già un alibi. Fred, allora, ha l’idea di investigare nella cuccia di Scooby, che si rivela essere un enorme magione. La gang si divide per cercare indizi. Shaggy e Scooby vanno in cerca di snacks ma vengono attaccati dal mostro. I due vengono rincorsi per la casa mentre Velma scopre delle tracce di liquame. Shaggy prova a chiamare la polizia, notando le impronte del mostro di fango sul telefono, ma le forze dell’ordine sono già sul posto. Uno di loro è il padre di Shaggy che li avverte che un ladro sta andando in giro a rubare le case dei ricchi. In più, il direttore della banca si ferma sul luogo e rimprovera la polizia di non aver ancora trovato chi lo abbia derubato. La gang continua le indagini nella cuccia di Scooby, incontrando il custode della banca che sta scappando dalla polizia ma dice di non essere il mostro. La gang è scettica e lo accusa dei crimini ma Velma ha altre idee. Durante la colazione, la gang trova dell’oro in cantina e una galleria scavata dal mostro. Per vedere fin dove arriva, la gang scende fino alle fogne arrivando alla banca. Una volta dentro, il mostro si ripresenta e Fred nota che ha aperto la porta della banca tramite una semplice chiave facendoli sospettare che il mostro sia una talpa. Dopo un inseguimento nelle fogne, Velma idea una trappola per catturare il mostro, tramite il denaro da lui rubato. Il mostro viene catturato e si rivela essere il direttore della banca.

## Il mostro che ha preso il mio fumetto
Scooby e Shaggy sono emozionati dell’arrivo della convention di fumetti di Coolsville per acquistare una delle uniche tre copie del primo fumetto della serie di Commander Cool, il supereroe preferito dei due. Selma, la venditrice di fumetti preferita di Shaggy in città, gli vende il fumetto che viene quasi rubato subito dopo dal dottor Croaker, un mostro uscito direttamente dal fumetto. Il resto della gang si trova alla convention e inizia ad investigare dopo che Shaggy gli parla dell’accaduto. Vicino allo stand di Selma, incontrano il burbero signor Cashmore, ossessionato dalle vendite dei suoi fumetti. Non appena Cashmore li lascia, i ragazzi vengono attaccati dal mostro, il quale ruba la seconda prima edizione del fumetto, conservata da Selma. Durante il furto il mostro dà voce al suo disgusto nei confronti di Commander Cool e dei fumetti proprio come il signor Cashmore. Dopodiché, la gang fa visita a Wendel, il disegnatore del fumetto, il quale ha l’ultima prima edizione. Il disegnatore chiede a Shaggy di autografare la sua prima edizione e non appena si viene a sapere tra la folla che solo tre copie esistono al mondo, tutti iniziano a volerla comprare per un sacco di soldi. Il mostro ritorna all’attacco così da far arrabbiare Shaggy che si traveste da Commander Cool per investigare sospetti. Durante l’investigazione, la gang trova una pila di fumetti nella macchina di Cashmore, facendoli insospettire. Così, durante un'asta per la vendita del fumetto del signor Wendel, i ragazzi catturano il mostro che si rivela essere proprio il disegnatore. Egli voleva rubare tutte le prime edizioni tranne la sua così che venisse venduta ad un prezzo altissimo. Il signor Cashmore invece, si rivela essere un fan segreto di fumetti.

## Ricercato il mostro del formaggio
Nella fabbrica di Scooby Snack, un mostro di formaggio prende vita e spaventa tutti. Giorni dopo, Shaggy e Scooby si rendono conto che tutte le scatole di Scooby Snack sono terminate sia in casa loro che al supermercato. Dopo il disappunto di Scooby, i ragazzi vengono a sapere che i biscotti sono stati rubati e che la direttrice della fabbrica è stata assunta dalla fabbrica di biscotti Acme, ex concorrente degli Scooby Snacks. Il direttore Larry Acme chiede alla direttrice della ricetta segreta, ma lei dice che è rimasta nella fabbrica ormai chiusa per il mostro. La gang inizia ad investigare nella fabbrica trovando in una stanza la ricetta segreta dei biscotti. Il mostro appare dal nulla e getta la gang in bidoni di formaggio ma Velma riesce a salvare tutti tramite una leva. Dopodiché, trova per terra una giacca blu nuova sporca di formaggio. I ragazzi si dividono, Shaggy, Scooby e Velma vengono inseguiti dal mostro mentre Daphne e Fred trovano un laboratorio di chimica. Una volta riuniti, i ragazzi si imbattono in Boris, un vecchio operaio della fabbrica licenziato per aver inventato sapori poco convenzionali. I ragazzi lo interrogano ma lui scappa. Al suo posto, torna il mostro che cattura tutti tranne Scooby, il quale salva la gang, slegandoli. Il mostro, allora, rapisce Scooby e lo porta in una stanza chiusa dove il cane lecca il mostro fino a lasciarlo senza maschera. Egli si rivela essere Larry Acme, il quale voleva far fallire la concorrenza.

## Per una lettera o peggio
La gang si trova negli studios dove si gira il loro game show preferito “Per Una Lettera O Peggio” dove Shaggy e Scooby vengono scelti per competere contro una coppia di bambini saccenti. Sul set si presenta Prestina, la conduttrice dello show cancellato per prioritizzare il game show, condotto da Davie. Durante il gioco, il fantasma di Al Cabone spaventa tutti, cacciandoli dallo studio. La gang scopre da un ex impiegato dell’azienda che il mostro si tratta del fantasma del gangster Al Cabone, vissuto nelle vicinanze. Dopodiché, la gang incontra il Grande Mel, un aspirante cantante che sta facendo un'audizione di fronte al manager della stazione, che lo rifiuta, suscitando la rabbia del cantante. Portando i loro sospetti con sé, la gang inizia a cercare indizi tra i set, trovando il diario privato dell’ex impiegato il quale fu licenziato quando venne creata la stazione televisiva, quindi la gang ipotizza un crimine di vendetta. In più, Fred e Daphne scovano una traccia di bucce di noccioline. I ragazzi continuano per un passaggio segreto fino al set del game show dove escogitano una trappola per catturare il fantasma, il quale si rivela essere Prestina. La donna avrebbe creato sia il personaggio dell’ex impiegato che del Grande Mel per non far cadere i sospetti su di lei. Dopo l’arresto, Shaggy e Scooby riescono a vincere il game show vincendo un rifornimento annuo di fumetti e snack.

## Una strana baby-sitter
Shaggy e Scooby sono a casa a guardare la TV quando i genitori del ragazzo gli affidano la sorellina minore per la sera. Purtroppo, i due hanno già l'impegno di guardare un film al cinema. I ragazzi incontrano il resto della gang al cinema, ma Daphne disapprova che la sorellina possa vedere un film dell'orrore. Per questo, i ragazzi chiamano una baby-sitter ma una volta arrivati alla casa della donna, vedendola travestita da moglie di Frankenstein, scappano. Lei li rincorre ma Shiggy, la sorella di Daphne, piange per aver lasciato il suo orsacchiotto nella casa della babysitter. I ragazzi ritornano alla casa lasciando la baby-sitter chiusa fuori. Qui incontrano il mostro del film dell’orrore che dovevano vedere al cinema che li insegue per tutta la casa. Alla Tv, i ragazzi scoprono che un evaso di prigione è in cerca del suo bottino nascosto e della moglie, che pare essere identica alla baby-sitter. I ragazzi sono chiusi in casa quando la baby-sitter bussa alla finestra, l’evaso bussa alla porta in cerca del suo bottino e il mostro bussa dallo scantinato, dove è rimasto rinchiuso. Shiggy finisce per camminare fuori dalla casa, venendo rapita dalla baby-sitter. I ragazzi la seguono, rincorsi dall’evaso e dal mostro, ormai uscito dallo scantinato. I ragazzi intrappolano l’evaso e il mostro, che si rivela essere la moglie del criminale, che voleva rubare il bottino e tenerselo per sé.

## Una tranquilla settimana bianca
La gang è in vacanza ad uno chalet in montagna, organizzata da Fred, ma una volta arrivati notano che l’albero è fatiscente e spaventoso, infestato da un mostro di ghiaccio. I ragazzi vengono accolti da una coppia. Dopodiché, un uomo bussa alla porta. Egli si presenta come un agente immobiliare che vuole trasformare il posto in un centro commerciale. I proprietari rifiutano e lui li minaccia con la leggenda del mostro di ghiaccio. La notte stessa, Shaggy e Scooby si trovano faccia a faccia con il mostro. I proprietari sono dispiaciuti ma non volevano dire ai ragazzi del mostro per non farli scappare. La mattina seguente, arriva un ranger che dice di aver voluto comprare il posto per creare un parco ma fu ostacolato da una miniera, di cui ha una mappa stracciata. I ragazzi la prendono e si avviano verso le miniere. Qui trovano una stanza segreta che li porta al resto della mappa stracciata e la maschera del mostro. Il vero mostro li trova e li intrappola nel ghiaccio. Scooby li aiuta a scappare ma lui rimane con le zampe incastrate. In seguito a un inseguimento, i ragazzi fuggono dalle miniere incontrando l’agente immobiliare, annunciando che il giorno dopo sarebbe diventato il proprietario della zona. La gang, allora, escogita una trappola per catturare il mostro, il quale si rivela essere il ranger, il quale voleva spaventare tutti per scavare dell’oro dalla miniera, il quale diventa di proprietà dei direttori dell’albergo.

## Furto al museo
La gang si trova al museo per una mostra speciale sul Giappone, quando il fantasma di un vecchio samurai si presenta rubando delle spade preziose. Shaggy e Scooby vengono erroneamente accusati, per questo la gang si mette al lavoro per scagionarli. Velma trova una traccia, quindi la gang torna al museo per investigare. Una volta arrivati, notano che il proprietario del museo, la guardia di sicurezza e la guida della mostra si stanno accusando a vicenda sul furto. I ragazzi si dividono per cercare indizi trovando una polizza assicurativa in cui vi è scritto che la guida riceverebbe un milione di dollari se le spade venissero rubate. Il fantasma si presenta dal nulla inseguendo la gang per tutto il museo. I ragazzi riescono ad intrappolare il mostro ma mentre lo vanno a riferire al proprietario, lui si libera. Nel frattempo, Scooby e Velma trovano un passaggio segreto che li porta ad una stanza con le spade rubate e con il sarcofago dove era intrappolato il mostro, ormai distrutto. Il mostro riappare ed insegue la gang rubando le spade. Velma gli dice che in realtà sono false in giapponese, ma lui non capisce, facendo intendere di essere un fantasma falso. Quando scappa con le spade false, un uomo delle consegne dà alla gang un biglietto aereo intestato al proprietario. La gang, allora, mette in atto una trappola per catturare il mostro. Velma usa le sue abilità di cintura nera di arti marziali per metterlo al tappeto e spiega la risoluzione del caso. Il colpevole si rivela essere il proprietario.

## Uno Scooby-Doo mistero
La gang viene chiamata all’istituto marino della zia di Velma, Thelma, perché tutti i delfini sono scomparsi. Shaggy e Scooby, una volta arrivati, praticano del surf, trovandosi di fronte a Red Herring travestito da mostro, che prova a spaventarli ma con poco successo. Thelma accorre a presentarsi e a dare l’annuncio che un mostro sta infestando l’istituto. I ragazzi conoscono l’ultimo delfino rimasto, Skipper, ma vengono interrotti dal pattinatore senza testa, il quale li vuole fuori dalla sua spiaggia. Mentre si nascondono, Skipper viene rapito. Durante le investigazioni, i ragazzi incontrano Sandy, un’eccentrica pattuglia della spiaggia e Gnarly Charlie, un surfista contento che i delfini siano stati rapiti poiché attraevano troppi turisti alla spiaggia. La gang va ad indagare ad un parco di skateboard, di cui Al, il proprietario, ha paura possa chiudere per i pochi turisti. I ragazzi vengono fatti scappare dal mostro prima di essere entrati in una casa. La gang torna, quindi, durante la notte e scopre che Al, che prima aveva detto di non saper andare sullo skateboard, è stato in realtà un campione prima di essere sprofondato nel tunnel della droga. I ragazzi vanno quindi a dirgliene quattro ma lui dice che dopo la prigione voleva ricominciare da capo e per questo ha messo insieme i soldi che gli rimanevano per costruire il parco di skateboard. I ragazzi, ritornano sulla spiaggia e fanno snorkeling per cercare indizi, trovando i delfini con addosso dei trasmettitori telecomandati e pacchetti di droga. La gang, allora, crea una trappola catturando il mostro che si rivela essere Al, il quale, insieme a Sandy, faceva parte di un gruppo di spacciatori che utilizzava i delfini per trasportare la droga. 
- Note:

1. Si tratta del primo ed ultimo episodio del franchise ad includere ed affrontare il tema della droga.

## Fantasmi a cena
I ragazzi sono in giro a fare “dolcetto o scherzetto” quando le ragazze decidono di bussare ad una casa infestata. I proprietari gli dicono che il fantasma è innocuo, ma una volta apparso, il fantasma di Barbalunga attacca i ragazzi. Anche Jack, il tuttofare viene spaventato via dallo scantinato. I proprietari, allora, dicono di voler lasciare la casa con amarezza. La gang, allora, decide di aiutarli. Una volta arrivati al quartier generale, un fantasma si materializza, dicendo di essere il vero fantasma della casa dei Johnson. Egli gli narra della sua vita come amabile pescatore, nonostante tutti pensavano che in vita fosse un uomo cattivo e che se demolissero la sua amata casa lui sparirebbe. I ragazzi, ritornati alla casa per investigare, trovano un barattolo di vernice spray bianca e catene dipinte. Il fantasma li sorprende ad indagare e li spaventa. Velma trova una carrucola e una corda per scappare dalla finestra. Sulla scena accorrono due acquirenti pronti ad acquistare la casa per i propri interessi. Una volta fatti andare via, i ragazzi trovano un vicolo segreto che li porta ad una stanza con dei progetti per costruire un palazzo da milioni di dollari. Ritornati in superficie, i proprietari decidono di regalare il terreno a Jack, il quale sarebbe stato molto amareggiato se il terreno fosse stato venduto. I ragazzi allora escogitano una trappola per dimostrare ai proprietari che il fantasma era una truffa ideata da Jack per farsi regalare il terreno per costruire un grattacielo.

## Un'area sacra
I ragazzi sono al campeggio in una zona presidiata da nativi americani. Shaggy e Scooby vanno a cercare della legna per il fuoco ma si imbattono in un totem vivente che vuole cacciarli dalla terra. I due ritornano al campo dove li aspetta Warren, un ragazzino indiano americano e suo nonno, il quale è arrabbiato perché un’agenzia di alberghi raderà al suolo la sua città. I ragazzi vanno in giro a cercare indizi, trovando una pietra della collana del nonno di Warren. Dopodiché, si imbattono nel costruttore dell’albergo che ignora i rancori dell’anziano. I ragazzi ritornano al campo dove Warren gli regala un legnetto istoriale con il quale raccontarsi storie a vicenda intorno al fuoco. Il totem irrompe la seduta di racconti inseguendo la gang. Dopo essere scampati al pericolo, i ragazzi trovano Warren a scavare una buca dalla quale estrae il pezzo di un totem. Fred lo ferma ma lui dice di essere semplicemente un collezionista. Dopo l’ennesimo inseguimento, la gang trova oggetti indiani preziosi in una buca scavata dal totem. Velma escogita, quindi, un piano per catturarlo rivelandosi essere il costruttore di alberghi, ch voleva rubare artefatti indiani per guadagnare denaro.

## Il cane robot
I ragazzi si dirigono verso la casa di Daphne per vedere come ha decorato la sua stanza. Una volta entrati scoprono che la stanza è stata ripulita dai ladri nonostante le estreme misure di sicurezza della guardia Gordon. I genitori di Daphne gli dicono allora di chiedere aiuto ad un sistema di cane robot tuttofare. L’efficienza del cane fa ingelosire Scooby che si separa dalla gang insieme a Shaggy. I due incontrano il fantasma di uno chef che li rincorre per la cucina. Nel frattempo, il resto della gang trova delle impronte di fango e un fiore. Il cane robot fiuta Shaggy e Scooby che nel frattempo si sono nascosti nel giardino. Qui incontrano Mr. Conroy, un ex-ladro ora appassionato di giardinaggio. Una volta tornati in casa, i genitori di Daphne raccontano ai ragazzi del cuoco Pierre, un vecchio chef che lavorava nella magione. Il suo fantasma irrompe nella sala, interrompendo la conversazione. I ragazzi scappano per cercare altri indizi, incontrando Higgins, il maggiordomo, il quale sta facendo le valigie per cercare lavoro come cuoco francese. Dopo aver catturato il fantasma, i ragazzi scoprono che si tratta della guardia di sicurezza, il signor Gordon, il quale scappa grazie al cane robot, programmato per lavorare per lui e che li aveva depistati tutto il tempo. Fortunatamente, Scooby riesce a stordirlo con un telecomando a distanza.

## Il nostro beniamino
La gang è al viale di Coolsville per girare un film con la videocamera che Fred ha ricevuto in regalo. Il film è basato sul mostro che realmente infesta il viale, il quale appare sul set e li fa scappare e crea scompiglio per i negozi, rubando dalle casse. I ragazzi cercano delle tracce, trovando il poster di un film basato sul mostro. La gang va in cerca dell’attore che interpreta il mostro che si trova al viale per firmare autografi, Vincent Thorne. Daphne accusa l’attore ma lui dice di essere vittima della cattiva reputazione e ingaggia i ragazzi per scoprire chi gli sta dando un cattivo nome. Dopo la prima visione del film, una donna fa i complimenti a Vincent, mentre un suo rivale lo prende di mira, dicendo di essere migliore di lui. I ragazzi lo seguono fino al set di una pubblicità e cercando indizi nel suo camerino, dove trovano una delle casse rubate. Sul set, tra l'altro, vi è anche la donna del cinema che sgattaiola sospetta. Il signor Thorne chiama i ragazzi dicendo di aver trovato una traccia ma una volta arrivati, lui viene rapito dal mostro, il quale insegue i ragazzi. Una volta seminato, i ragazzi incontrano la stessa donna di prima, la quale dice di essere un’agente dell’FBI e che Vincent è il colpevole. I ragazzi le dicono di essere fuori strada e lei si fida. Dopodiché, la gang trova il mostro a piantare una pista falsa ma lui si rende conto di essere spiato e rincorre i ragazzi. Velma capisce la risoluzione del mistero, così la gang lo intrappola. Il mostro si rivela essere Vincent, il quale voleva liberarsi dal personaggio facendo interrompere la serie.